# Carlos Bonell
Carlos Bonell (* 23. července 1949 Londýn) je anglický kytarista španělského původu proslavený koncerty nejpopulárnějších skladeb pro kytaru stejně jako opakovanou spoluprací s britskými televizními stanicemi nebo s filmem. Byl žákem slavného anglického kytaristy Johna Williamse, s nímž také nahrál CD John Williams & Friends (John Williams & přátelé).
V roce 1992 dosáhl mezinárodní proslulosti nahrávkou Rodrigova Concierto de Aranjuez společně s pianistkou Alicií de Larrocha: tento disk byl ohodnocen jako jedna z nejlepších nahrávek této skladby vůbec.
Carlos Bonell spolupracoval s Paulem McCartneym při nahrávce koncertu pro kytaru a orchestr. O spolupráci psal v červnu 2007 The New Yorker magazine.
Je považován za jednoho z nejlepších interpretů moderní hry na klasickou kytaru.[zdroj⁠?!] Uskutečňuje koncerty po celém světě, působí i jako pedagog na řadě prestižních hudebních škol.